# El Tarter
El Tarter (prononcé en catalan : /əɫ tərˈte/, et localement : /eɫ taɾˈte/) est un village d'Andorre, situé dans la paroisse de Canillo, qui comptait 835 habitants en 2021.

## Géographie

### Localisation
Le village d'El Tarter se trouve à une altitude de 1 700 m sur la rive droite de la Valira d'Orient entre l'abouchement des vallées d'Incles et de Ransol,. El Tarter est accessible par la route CG-2 qui le relie à Canillo (5 km) mais également à la frontière française (20 km du Pas de la Case).

### Climat
| Mois                              | jan. | fév. | mars | avril | mai   | juin  | jui. | août | sep. | oct. | nov. | déc. | année   |
| --------------------------------- | ---- | ---- | ---- | ----- | ----- | ----- | ---- | ---- | ---- | ---- | ---- | ---- | ------- |
| Température minimale moyenne (°C) | −4,7 | −4,9 | −2,6 | −1    | 2,6   | 6,1   | 8,5  | 8,4  | 5,7  | 2,7  | −1,2 | −3,6 | 1,3     |
| Température moyenne (°C)          | 0,3  | 0,5  | 3,1  | 4,3   | 7,8   | 12    | 15,1 | 14,8 | 11,6 | 7,7  | 3,6  | 1,3  | 6,9     |
| Température maximale moyenne (°C) | 5,6  | 6,4  | 9,1  | 9,9   | 13,5  | 17,9  | 22,1 | 22,4 | 18,7 | 13,8 | 9,1  | 6,1  | 12,9    |
| Précipitations (mm)               | 71,4 | 42,5 | 55,7 | 93,1  | 109,6 | 104,7 | 73,6 | 90,7 | 94,8 | 94,1 | 92,7 | 83,6 | 1 006,4 |

## Patrimoine
- Le village abrite l'église Sant Pere del Tarter, de style baroque, dont la construction s'est déroulée entre 1527 et 1545. De plan rectangulaire, l'église possède des murs de pierre et un toit couvert d'ardoise. Elle est classée bé d'interès cultural depuis juillet 2003 et a bénéficié d'une restauration en 1966[6].
- Le domaine skiable du village, appartenant à celui de Grandvalira, s'étend face au village sur les pentes dominant la rive gauche de la Valira d'Orient (Obac d'El Tarter)[3],[7].

## Démographie
La population d'El Tarter était estimée à 12 habitants en 1875.

### Époque contemporaine
| 1984 | 1985 | 1986 | 1987 | 1988 | 1989 | 1990 | 1991 | 1992 |
| ---- | ---- | ---- | ---- | ---- | ---- | ---- | ---- | ---- |
| 42   | 52   | 70   | 80   | 97   | 121  | 193  | 334  | 385  |

| 1993 | 1994 | 1995 | 1996 | 1997 | 1998 | 1999 | 2000 | 2001 |
| ---- | ---- | ---- | ---- | ---- | ---- | ---- | ---- | ---- |
| 449  | 474  | 438  | 453  | 487  | 495  | 475  | 471  | 575  |

| 2002 | 2003 | 2004 | 2005 | 2006 | 2007 | 2008 | 2009 | 2010 |
| ---- | ---- | ---- | ---- | ---- | ---- | ---- | ---- | ---- |
| 620  | 531  | 407  | 352  | 244  | 294  | 384  | 454  | 462  |

| 2011 | 2012 | 2013 | 2014 | 2015 | 2016 | 2017 | 2018 | 2019 |
| ---- | ---- | ---- | ---- | ---- | ---- | ---- | ---- | ---- |
| 446  | 463  | 462  | 475  | 513  | 588  | 641  | 680  | 722  |

| 2020 | 2021 | - | - | - | - | - | - | - |
| ---- | ---- | - | - | - | - | - | - | - |
| 773  | 835  | - | - | - | - | - | - | - |

## Toponymie
Le terme tarter est une variante du catalan tartera qui désigne un éboulis à flanc de montagne,,,. Le linguiste catalan Joan Coromines supporte une origine gréco-latine à ce terme catalan à partir de tartarus (« les Enfers » , le Tartare dans la mythologie grecque). Il cite le toponyme andorran Collet d'infern (dans la vallée du Madriu), siège d'un éboulis, pour souligner le lien entre ce type d'éléments du paysages et les enfers.
Coromines soulève néanmoins une seconde hypothèse qu'il juge intéressante à explorer (et qui sera reprise également par Anglada). Il propose que tarter soit d'origine pré-romane comme de nombreux toponymes pyrénéens. Il envisage ainsi les morphèmes ibériques kar- (« pierre ») et tar- (« grand »). Coromines suppose que ceux-ci puissent provenir d'un éventuel élément commun tar / kar dont la répétition afin d'indiquer une grande quantité (tar-tar) soit à l'origine de tarter,. La racine kar- est d'ailleurs proposée pour expliquer d'autres toponymes pyrénéens, qu'ils soient andorrans comme le Roc del Quer (au col d'Ordino), le roc d'Esquers (Escaldes-Engordany) ou plus à distance comme Carança dans les Pyrénées-Orientales françaises.